# Система ППО Ісландії

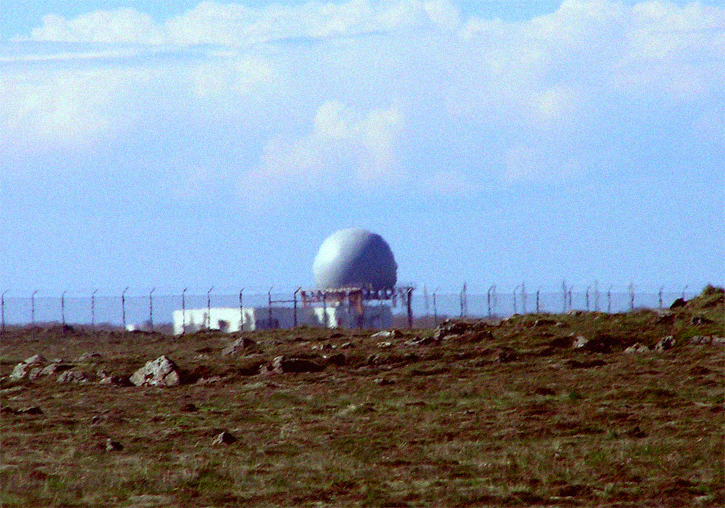
Сайт радарів системи протиповітряної оборони Ісландії.

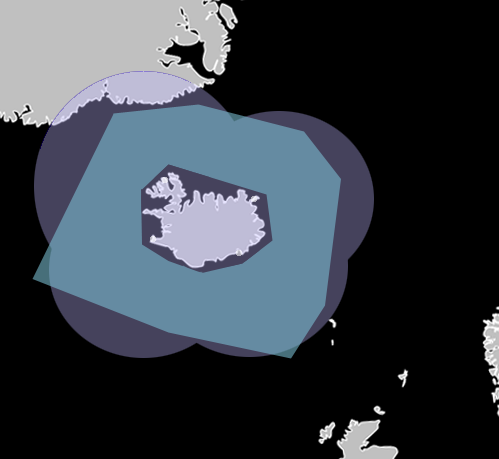
Радарне покриття системи протиповітряної оборони Ісландії та зона протиповітряної оборони.
Зона протиповітряної оборониПочаток повітряного суверенітету Ісландії
Приблизне покриття радараВидно чотири круглі «бульбашки»

Система протиповітряної оборони (ППО) Ісландії
Система протиповітряної оборони Ісландії (ісл. Íslenska loftvarnarkerfið) є частиною Берегової охорони Ісландії. Вона заснована 1987 року під керівництвом Радарного агентства Міністерства закордонних справ Ісландії після угоди між Ісландією та Сполученими Штатами про передачу ісландцями управління та обслуговування радіолокаційних станцій американських Сил оборони Ісландії. Між 2009 р. –2011, входив до складу Агентства оборони Ісландії (Varnarmálastofnun Íslands). Берегова охорона керує чотирма радіолокаційними комплексами, їх програмним забезпеченням і допоміжним обладнанням, а також командним центром і звітним центром. Станом на  2008, ППО Ісландії не має бойових ударних можливостей і використовується для того, щоб контролювати повітряний рух і допомагати літакам-перехоплювач союзників по НАТО, які, зазвичай, знаходяться поза межами країни.
Чотири об'єкти ППО розташовані в чотирьох міжкардинальних точках:
- H-1 Miðnesheiði на півострові Рейкьянес (південний захід)64°01′18.5″ пн. ш. 022°39′22.8″ зх. д. / 64.021806° пн. ш. 22.656333° зх. д.
- H-2 Gunnolfsvíkurfjall на півострові Ланганес (північний схід)66°08′40.5″ пн. ш. 015°05′21″ зх. д. / 66.144583° пн. ш. 15.08917° зх. д.
- H-3 Stokksnes біля Höfn (південний схід)
- H-4 Bolafjall поблизу Bolungarvík на півострові Westfjords (північний захід)66°10′40.4″ пн. ш. 023°19′41″ зх. д. / 66.177889° пн. ш. 23.32806° зх. д.

Дві старіші структури ППО, H-2 (Heidharhofn 66°16′42.7″ пн. ш. 014°59′33.2″ зх. д. / 66.278528° пн. ш. 14.992556° зх. д.) і H-4 (Straumnes), побудовані США та НАТО наприкінці 1950-х років, але закрита через декілька років після створення через їх високі експлуатаційні витрати. Нові H-2 і H-4 були побудовані майже через три десятиліття після того.
Відповідно до веб-сайту Державного департаменту США (сторінка Управління публічної дипломатії, Ісландія, оновлено в серпні 2008 р.), бюджет уряду Ісландії на 2008 рік є першим в історії країни, який включає фінансування оборони (US$8,2 мільйон); Гроші призначені для підтримки спільної оборонної діяльності, військових навчань в Ісландії та утримання пов'язаних з обороною об'єктів. Це фінансування є доповненням до приблизно 12 мільйонів доларів США нових витрат на експлуатацію радіолокаційних станцій Ісландської системи протиповітряної оборони, які Сполучені Штати передали Ісландії 15 серпня 2007 року. На початку 2010 року ППО Ісландії повідомила про наявність чисельність 25 працівників.